# After the Fire
After the Fire (ATF) ist eine britische Progressive-Rock- bzw. New-Wave-Band.

## Geschichte
Die Band wurde Ende 1971 vom ehemaligen Physiklehrer Peter Banks (Keyboards) und John Leach (Bass) gegründet. Als Schlagzeuger kam 1972 Ian Adamson hinzu. Pete King, der 1986 zur Kölner Rockband BAP wechselte, war ebenfalls Drummer der Band.
Von 1971 bis 1983 wechselten sowohl Musikstil als auch Musiker häufig. 2004 wurde die Gruppe von ehemaligen Mitgliedern wiederbelebt.

## Hits

### 1980-f
Ein in Deutschland sehr bekannter Titel ist das Instrumentalstück 1980-f, das als Titelmusik der TV-Show Na sowas! mit Thomas Gottschalk, die im März 1982 startete, verwendet wurde. Bereits ab 1981 war der Song die Erkennungsmelodie der Radiosendung Club 15 auf Bayern 3, moderiert von Jürgen Herrmann und Thomas Gottschalk, sowie der Radiosendung Das Club Wunschkonzert auf NDR 2, moderiert von Günter Fink, gewesen. Auch SDR 3 nutzte von 1981 bis 1987 das Lied als Erkennungsmelodie für die Sendung Plattenpost. In Köln ist das Stück das Intro für die Karnevalsveranstaltung Stunksitzung, gespielt von Köbes Underground.

### One Rule for You
One Rule for You war der erste Chart-Hit der Gruppe im Vereinigten Königreich.

### Der Kommissar
Der Kommissar ist eine englischsprachige Coverversion des Falco-Hits Der Kommissar von 1982. Mit dem Stück schaffte es die Band auf Platz 5 der US-amerikanischen Billboard Hot 100. Es war der einzige Hit der Gruppe in den USA. Der Erfolg kam mit einem Jahr Verzögerung 1983 – zu diesem Zeitpunkt hatte sich die Band bereits aufgelöst.

## Diskografie

### Alben
- Signs of Change (1978), Rapid
- Laser Love (1979), CBS
- 80-f (1980), Epic
- Batteries Not Included (1982), CBS
- ATF (1982), Epic
- Signs of Change (2004), RoughMix – CD re-mastered version of the 1978 vinyl album
- Der Kommissar – The CBS Recordings (2005), Edsel – all the band’s vinyl releases on a double CD collection

### Singles
- One Rule for You (1979), CBS
- Laser Love (1979), CBS
- Life in the City (1979), CBS
- 1980-F (1980), Epic
- Love Will Always Make You Cry (1980), Epic
- Wild West Show (1980), Epic
- Rich Boys (1982), CBS
- Dancing in the Shadows (1982), CBS
- Der Kommissar (1982), CBS
- One Rule (For Trade Justice) (2005)